# Erdi Dikmen
Erdi Dikmen (* 6. Februar 1997 in Samsun) ist ein türkischer Fußballspieler.

## Karriere

### Verein
Dikmen begann mit dem Vereinsfußball in der Jugend von Samsunspor.
Zur Saison 2012/13 erhielt er hier einen Profivertrag, spielte aber weitere zwei Spielzeiten für die Nachwuchsmannschaften. Trotzdem wurde er ab dem Sommer 2014 auch am Training der Profimannschaft Samsunspors beteiligt und gab schließlich am 23. September 2014 in der Pokalbegegnung gegen Yeni Diyarbakırspor sein Profidebüt.
Im Sommer 2017 wurde er vom Drittligisten Keçiörengücü verpflichtet. Mit diesem Verein wurde er Meister in der Saison 2018/19 der TFF 2. Lig und stieg durch diesen Erfolg in die TFF 1. Lig auf.

### Nationalmannschaft
Dikmen startete seine Nationalmannschaftskarriere im April 2012 mit einem Einsatz für die türkischen U-15-Nationalmannschaft.
Mit der türkischen U-16-Auswahl nahm er im Frühjahr 2013 als Gastgeber am Ägäis-Pokal teil und wurde hinter der französischen U-16-Nationalmannschaft Turnierzweiter.

## Erfolge
Mit Keçiörengücü
- Meister TFF 2. Lig und Aufstieg in die TFF 1. Lig: 2018/19

Mit der türkischen U-16-Nationalmannschaft
- Zweiter im Ägäis-Pokal: 2013